# Панонија Прима
Панонија Прима или Панонија Прва (лат. Pannonia Prima) је била римска провинција која је постојала између 3. и 5. века. Формирана је од северног дела бивше провинције Горње Паноније 296. године, у време цара Диоклецијана. Престоница провинције је била Саварија (лат. Savaria), данашњи Сомбатхељ. Провинција је обухватала данашњу западну Мађарску, источну Аустрију, као и мање делове данашње Словеније и Хрватске. Налазила се у саставу римске Дијецезе Паноније (лат. Dioecesis Pannoniarum), а приликом поделе државе 395. године припала је Западном римском царству. Тешко је пострадала током инвазије Хуна средином 5. века, а око 490. године потпала је под власт Острогота.